# 楊伸 (天啟進士)
楊伸（1590年—1650年），字引能，号蠖庵，四川邛州夹门镇泗坪人。

## 生平
生父杨守鲁和生母马氏病故后，过继与叔父杨守敬。杨守敬，赠吏部考功司主事，赠封承德郎。
天啓五年（1625年）乙丑科進士，先后任户部主事、兵部职方司主事、吏部文选司主事、验封司主事、考功司主事、文选司郎中、稽勋司郎中。著有《剑阁芳华集》。